# تسويوشي كيتازاوا
تسويوشي كيتازاوا، من مواليد 10 أغسطس 1968، لاعب كرة قدم ياباني.
و قد باللعب مع منتخب اليابان لكرة القدم وقد لعب معهم 59 مباراة وسجل 3 أهداف.

## روابط خارجية
- تسويوشي كيتازاوا على موقع الاتحاد الدولي (مؤرشف)  (الإنجليزية)
- تسويوشي كيتازاوا على موقع رابطة كرة القدم اليابانية للمحترفين (اليابانية)
- تسويوشي كيتازاوا على موقع قاعدة بيانات كرة القدم.إي يو (الإنجليزية)
- تسويوشي كيتازاوا على موقع ناشيونال فوتبول تيمز (الإنجليزية)
- تسويوشي كيتازاوا على موقع عالم كرة القدم.نت (الإنجليزية)
- تسويوشي كيتازاوا على موقع كووورة